# Статуя Медеи
Статуя Медеи — бронзовая статуя колхидской царевны Медеи. Расположена в Батуми на площади Европы рядом с проспектом Мемеда Абашидзе. Памятник был открыт в июле 2007 году по проекту архитектора Давида Хмаладзе.

## Описание
Статуя Медеи торжественно открыта 6 июля 2007 года во время визита президента Грузии Михаила Саакашвили в Батуми на площади Европы в центре старого города. Скульптура очень высока для портового города на Чёрном море, возвышается над крышами соседних зданий и сооружений и видна за пределами центральной части города.

Общий вид на площадь

Бронзовая статуя колхидской царевны Медеи, персонажа из греческой мифологии (дочь Эте, царя Колхиды), выполненная по старинному образцу, стоит на узком постаменте, облицованном белым мрамором. Медея в вытянутой руке держит золотое руно, что означает, царевна отдаёт символ величия и процветания своей страны. Её взгляд направлен к морю, где предположительно три тысячи лет назад подплывал к Колхиде корабль с аргонавтами и Ясоном. На стеле с четырёх сторон изображены фрагменты из мифа, рассказывающего о том путешествии за золотым руном. Финансирование объекта было выполнено за счёт средств бюджета в сумме 1 200 000 лари.
В ночное время памятник и окружающие его фасады дома освещаются цветными прожекторами. Площадь является местом встречи молодёжи и туристов. В непосредственной близости от памятника находятся большие здания государственной администрации, роскошные отели и городская башня с часами.
Грузинская оппозиция раскритиковала данный памятник, назвав его непозволительно роскошным сооружением для Батуми и Грузии.